# Abano Terme
Abano Terme (hasta 1924, Abano Bagni) es una ciudad situada en la provincia de Padua, en la región del Véneto, Italia. Tiene una población estimada, a fines de abril de 2025, de 20 389 habitantes.
Está ubicada en el lado este de las colinas Euganeas, a 10 kilómetros al sudoeste de Padua.
Las termas de la ciudad y los baños de barro son las actividades más importantes de la ciudad. Sus aguas poseen una temperatura de unos 80 °C.

## Historia
Los baños eran conocidos por los romanos como  "Aquae Patavinae". Una descripción de los baños fue escrita en una carta de  Teodorico el Grande, el rey de los ostrogodos. Algunos restos de los antiguos baños han sido descubiertos  (S. Mandruzzato, Trattato dei Bagni d'Abano, Padua, 1789). Un oráculo de Gerión estaba asentado en las cercanías, y las llamadas "sourtes Praenestinae", pequeños cilindros de bronce inscriptos usados como oráculos, fueron encontrados allí en el siglo XVI.
Los baños fueron destruidos por los lombardos en el siglo VI, pero fueron reconstruidas y ampliadas cuando Abano se convirtió en una comuna autónoma en el siglo XII y nuevamente a finales del siglo XIV. La ciudad formó parte de la República de Venecia desde 1405 hasta 1797.

## Lugares de interés
- La catedral (Duomo) de san Lorenzo. El edificio actual fue erguido en 1780 sobre una iglesia preexistente que fue destruida por Cangrande della Scala. El campanario posee partes de los siglos IX, X y XIV.
- La galería Montinore, casas de Il Moretto, Palma el joven, Guido Reni, Giandomenico Tiepolo entre otros.
- El santuario de la Madonna della Salute o de Monteortone (construido en 1428). Yace en el sitio donde la Madonna se apareció a Pietro Falco, sanando sus heridas. La iglesia está hecha con forma de cruz latina, con una nave y dos alas con tres cúpulas decoradas con frescos. Posee un portal Barroco, un notorio campanario, frescos retratando las "Historias de San Pedro" y "la Virgén" hechos por Jacobo da Montagnana (1945) y la pieza del altar de "Palma el Joven" "Cristo crucificado entre san Agustin y san Jerónimo".

En las afueras de la ciudad está el convento de "san Danilo" (siglo XI). A 6 km de la ciudad está también la abadía de Praglia, fundada en el siglo XI por los monjes benedictinos y reconstruida en 1496-1550- La iglesia de Assuntam con un extraordinario portal de 1548, posee un estilo renacentista en su interior.

## Evolución demográfica
| Gráfica de evolución demográfica de Abano Terme entre 1861 y 2025 |
|                                                                   |
| Fuente: ISTAT - Elaboración gráfica de Wikipedia                  |